# Малиновка (Новобыховский сельсовет)
Малиновка (бел. Малінаўка) — деревня в составе Новобыховского сельсовета Быховского района Могилёвской области Белоруссии. До 2013 года в составе Нижнетощицкого сельсовета.

## Население
- 1982 год – 68 жителей
- 2009 год — 9 жителей